# 扣树
扣树（学名：Ilex kaushue）为冬青科冬青属的植物，是中国的特有植物。分布在中国大陆的四川、云南、湖南、湖北、海南、广西、广东等地，生长于海拔1,000米至1,200米的地区，一般生于密林中，目前已由人工引种栽培。

## 异名
- Ilex kudingcha C. J. Tseng，种加词来自苦丁茶
- Ilex latifolia Thunb. f. puberula Fang et Z. M. Tan